# John Cottingham
John Cottingham (Londres, 1943) es un profesor emérito de Filosofía en la Universidad de Reading y miembro honorario de St. John's College, Oxford.
Los intereses de investigación principales del profesor Cottingham se encuentran en la filosofía moderna temprana (especialmente de Descartes), la filosofía moral y la filosofía de la religión.
Además de numerosos artículos, ha publicado diez libros como autor único, como Descartes, The Rationalists, Philosophy and the Good Life y On the Meaning of Life, y también ha producido muchas ediciones, traducciones y colecciones. Es coeditor y traductor de la edición estándar de Cambridge en tres volúmenes de los Escritos filosóficos de Descartes (The Philosophical Writings of Descartes) y es editor de Ratio, la revista internacional de filosofía analítica.
Entre sus libros recientes se encuentran The Spiritual Dimension (Cambridge, 2005), que se ocupa de los temas centrales en la filosofía de la religión, y Cartesian Reflections (2008), una colección de sus trabajos sobre Descartes. The Moral Life, un conjunto de trabajos en su honor de diversos autores, sobre psicología moral, ética y religión, se publicó en 2008. 
Fue presidente de la Aristotelian Society (1997-1998), de la British Society for the History of Philosophy y de la Mind Association. En 2007 fue elegido Presidente de la British Society for the Philosophy of Religion.

## Obra
- John Cottingham (1998). Philosophy and the good life: reason and the passions in Greek, Cartesian, and psychoanalytic ethics. Cambridge University Press. ISBN 9780521478908.
- - (1996). Western philosophy: an anthology. Wiley-Blackwell. ISBN 9780631186274.
- - (2009). Why Believe?. Continuum. ISBN 978-08264-9636-2. Archivado desde el original el 9 de agosto de 2009.
- - (2005). The Spiritual Dimension. Religion, Philosophy and Human Value. Cambridge University Press. ISBN 0-521-60497-4. Archivado desde el original el 9 de agosto de 2009.
- - (2003). On the Meaning of Life. Routledge. ISBN 0-415-24800-0. Archivado desde el original el 9 de agosto de 2009.
- - (2008). Cartesian Reflections. Oxford University Press. ISBN 978-0-19-922697-9. Archivado desde el original el 9 de agosto de 2009.
- - (2007). Western Philosophy: An Anthology. Blackwell Publishing. ISBN 978-1-4051-2478-2. Archivado desde el original el 9 de agosto de 2009.
- - (2008). How to Read Descartes. Granta Books. ISBN 978-1847080042. (enlace roto disponible en Internet Archive; véase el historial, la primera versión y la última).
- - (1998). Philosophy and the good life. Reason and the passions in Greek, Cartesian and psychoanalytic ethics. Cambridge University Press,. ISBN 0-521-47890-1. Archivado desde el original el 9 de agosto de 2009.
- John Cottingham (ed.) (2007). The Meaning of Theism. Blackwell. ISBN 978-1-4051-9160-9. Archivado desde el original el 9 de agosto de 2009.
- Nafsika Athanassoulis and Samantha Vice (ed.) (2008). The Moral Life: Essays in Honour of John Cottingham. Palgrave Macmillan. ISBN 9780230527560. Archivado desde el original el 9 de agosto de 2009.
- John Cottingham, Dugald Murdoch, Robert Stoothoff (1985). The philosophical writings of Descartes, Volumen 1. Cambridge University Press. ISBN 9780521288071.
- John Cottingham, Dugald Murdoch, Robert Stoothoff (1985). The philosophical writings of Descartes, Volumen 2. Cambridge University Press. ISBN 9780521288088.
- John Cottingham, Dugald Murdoch, Robert Stoothoff, Anthony Kenny (1991). The philosophical writings of Descartes, Volumen 3. Cambridge University Press. ISBN 9780521423502.